# Schoenus ornithopodioides
Schoenus ornithopodioides là loài thực vật có hoa trong họ Cói. Loài này được (Kük.) S.T.Blake miêu tả khoa học đầu tiên năm 1969.